# Муравей Антц
«Муравей Антц» (англ. Antz), — американский анимационный приключенческий комедийный фильм 1998 года, снятый Эриком Дарнеллом и Тимом Джонсоном по сценарию Тодда Элкотта и команды сценаристов Криса и Пола Вайц. Он был спродюсирован DreamWorks Pictures, DreamWorks Animation (как дебютный фильм) и PDI и выпущен DreamWorks Distribution. В фильме звучат голоса Вуди Аллена, Шэрон Стоун, Дженнифер Лопес, Сильвестра Сталлоне, Кристофера Уокена, Дэна Эйкройда, Энн Бэнкрофт, Дэнни Гловера и Джина Хэкмена. Некоторые из главных героев имеют сходство лиц с актёрами, которые их озвучивают. В фильме рассказывается о беспокойном рабочем муравье Зеде (Аллен), который влюбляется в принцессу Балу (Стоун). Когда высокомерный генерал Мандибула (Хэкмен) пытается захватить контроль над колонией муравьёв, муравей Зед должен объединить своё стремление к цели со своей внутренней силой, чтобы спасти всех.
Разработка началась в 1988 году, когда Walt Disney Feature Animation представила фильм под названием «Army Ants» о пацифистском рабочем муравье, который преподает уроки независимого мышления своей милитаристской колонии. Тем временем Джеффри Катценберг покинул компанию из-за вражды с генеральным директором Майклом Айснером из-за вакантной должности президента после смерти Фрэнка Уэллса 3 апреля 1994 года. Позже Катценберг помог основать DreamWorks вместе со Стивеном Спилбергом и Дэвидом Геффеном, и эти трое планировали составить конкуренцию Disney с помощью нового анимационного подразделения компании. Производство началось в мае 1996 года, после того как уже началось производство «Принца Египта» (1998). DreamWorks заключила контракт с Pacific Data Images (PDI) в Пало-Алто, Калифорния, на работу над компьютерными анимационными фильмами, чтобы конкурировать с полнометражными фильмами Pixar. Гарри Грегсон-Уильямс и Джон Пауэлл написали музыку для фильма, что стало их первым анимационным фильмом. Во время его производства разгорелась спорная публичная вражда между Катценбергом из DreamWorks и Стивом Джобсом и Джоном Лассетером из Pixar из-за производства их похожего фильма «Приключения Флика», который вышел месяцем позже. Вражда обострилась, когда Disney отказался избегать конкуренции с предполагаемым первым анимационным релизом DreamWorks, «Принцем Египта». 
Премьера «Муравья Антца» состоялась на Международном кинофестивале в Торонто 19 сентября 1998 года, а в прокате в США фильм вышел 2 октября 1998 года. Он собрал 171,8 миллиона долларов по всему миру при бюджете в 42–105 миллионов долларов и получил положительные отзывы, критики хвалили актёров озвучки, анимацию, юмор и его привлекательность для взрослых.

## Сюжет
Большой муравейник в нью-йоркском центральном парке поделён на две касты: там живут муравьи-рабочие и муравьи-солдаты. Какого-либо выбора и те, и другие лишены: разделение происходит сразу после рождения. Рабочие трудятся с утра до ночи, работая над проектом «Мегатуннель» — так называется область муравейника, которая по проекту командира солдат, генерала Навозника, должна стать райской зоной отдыха. Сам Навозник, однако, с презрением относится к рабочим, а в обсуждениях Мегатуннеля часто упоминает, что его открытие «смоет всю грязь». Он запрашивает у своего подчинённого, крылатого полковника Короеда, список солдат, которые преданы Королеве-матке, после чего решает отправить их в бой с армией термитов, которые дислоцировались недалеко от их муравейника. Тем временем главный герой, муравей-рабочий Зед, любящий лишний раз пофилософствовать и поворчать (чем он резко отличается от всех остальных муравьёв), считает свою принадлежность к касте рабочих несправедливой. Он уверен, что тяжёлый однообразный труд — это вовсе не то, что ему нужно, и что его призвание — нечто большее, чем ежедневная рутина муравья-рабочего.
Его подруга, рабочая Ацтека, пытается убедить Зеда, что хотя бы для самих рабочих он неотделим, потому что в коллективном труде они все едины. Зед размышляет о том, есть ли где-нибудь утопия с совершенно другой жизнью, где каждый может жить так, как сам этого хочет. Случайно в баре он узнаёт от пьяного муравья Гребса о существовании некой Инсектопии, которая как раз является такой утопией.
Однажды вечером в этот бар инкогнито проникает дочь Королевы и невеста Навозника принцесса Бала, которой тоскливо от жизни во дворце. Она заинтересовывается Зедом, потому что в этот момент все муравьи слажено танцуют, а он единственный, кто сидит за барной стойкой. Она приглашает Зеда на танец и он постепенно влюбляется в неё, а сами они начинают танцевать индивидуальный танец (все остальные муравьи танцуют лишь одинаковые па). К несчастью, Зед налетает на солдата, и в завязавшейся потасовке Бала случайно раскрывает Зеду свою личность и, поцеловав его, убегает. Весь следующий день Зед пребывает в эйфории и, узнав от бармена, что на следующее утро назначена королевская инспекция армейских взводов, придумывает план: он уговаривает своего лучшего друга, муравья-солдата Уивера, поменяться с ним местами. Но во время марша перед Королевой Бала не замечает Зеда, а затем перед солдатами выступает Навозник и, к ужасу Зеда, объявляет, что они отправляются штурмовать колонию живущих по соседству термитов. Во время боя Зеда спасает проникнувшийся к нему симпатией муравей-сержант Барбатус. В итоге из-за отсутствия боевого опыта Зед проваливается в яму, из которой выбирается только к утру. Он обнаруживает, что обе стороны разгромлены, а он – единственный выживший. Случайно он находит оторванную, но ещё подающую признаки жизни голову Барбатуса, которая перед смертью просит Зеда не повторять его ошибок: не исполнять слепо чьи-то приказы, а действовать по своей воле.
Удручённый Зед возвращается в муравейник, где его чествуют как героя. На аудиенции с Королевой случайно раскрывается знакомство Зеда с Балой, из-за чего он настраивает против себя как Королеву (потому что рабочий не имел права меняться местами с солдатом), так и Навозника (потому что Бала его невеста). Зед прячется за Балу и невольно берёт её в заложники. Она пытается вырваться и толкает его в сторону мусоросборника, из-за чего они вдвоём вылетают за пределы муравейника. Посланные на помощь Бале солдаты отступают, когда неожиданно над муравейником зависает человеческая рука с лупой, и сфокусированный солнечный луч создаёт сжигающую волну, смертельную для муравьёв. Спасаясь от него, Зед и Бала убегают ещё дальше от муравейника, после чего Зед принимает решение двигаться в Инсектопию, потому что увидел один из ориентиров, указывающих туда дорогу. Бала считает Инсектопию выдумкой, но соглашается отправиться вместе с ним, когда Зед спрашивает её, готова ли она вернуться в муравейник, чтобы стать женой Навозника (которого она совершенно не любит), а заодно обещает вернуть её домой, если Инсектопия действительно окажется выдумкой. В пути Бала постепенно проникается уважением и любовью к Зеду.
Между тем в муравейнике похищение Балы обрастает такими небылицами, что Уивер, не сдержавшись, раскрывает, что Зед был не солдатом, а рабочим. Это приводит к неожиданному эффекту: мысль, что муравей-рабочий не побоялся проявить своеволие, мигом облетает муравейник, и рабочие отказываются работать, требуя, чтобы Зеду позволили вернуться. Навозник успокаивает протестующих, внушив им, что Зед бросил их, и отправляет дальше строить Мегатуннель, пообещав рабочим значительные улучшения условий жизни после окончания их работы над туннелем. Увидев в толпе протестующих Уивера, он вызывает того на допрос, где с помощью силовых методов требует от Уивера и Ацтеки (которая к тому моменту полюбила Уивера) сказать, куда мог отправиться Зед. Уивер признаётся про Инсектопию, но неожиданно Навозник признаёт, что она не миф, и пускает по следу беглецов полковника Короеда, предварительно приказав ему убить Зеда. Тем временем Зед и Бала всё-таки добираются до Инсектопии, но вечером туда прилетает Короед. Он не видит Зеда (потому что тот отлучился), а Бала на всякий случай врёт, что Зед мёртв. Прежде чем Короед насильно уведёт её в муравейник, Бала (которой перед этим Зед рассказал про смерть Барбатуса) спрашивает Короеда, почему он исполняет приказы Навозника, несмотря на то, что мнение у него совершенно другое.
В муравейнике её приводят к Навознику и тут же выясняется истинная суть его грандиозного плана: он одержим идеей создания новой колонии с сильным «полезным» населением, коими он считает солдат, а рабочие, по его мнению, — самые низшие примитивные существа. Мегатуннель на деле является ловушкой: в этот самый момент в нём находятся якобы на церемонии открытия все рабочие муравейника во главе с Королевой, но сама конструкция проходит под большой лужей и когда последняя преграда будет разрушена, то Мегатуннель затопит водой. Балу собираются оставить в живых, чтобы она дала начало новой колонии муравьёв. Зеду удаётся добраться до Муравейника с помощью осы Чипа и вызволить Балу из заточения. Одновременно Навозник произносит речь в Мегатуннеле и, уходя, отдаёт приказ перекрыть все выходы из него. Бале и Зеду удаётся в последний момент туда пробраться и предупредить всех об опасности, но последняя преграда уже разбита и туннель начинает затапливать. Зеду приходит идея построить из муравьёв живую лестницу и прорыть через потолок туннеля путь наружу. Когда он первым вылезает на поверхность, то сталкивается с Навозником. Узнав, что рабочие сумели построить из себя лестницу, солдаты начинают сомневаться в словах Навозника об их никчёмности. Неожиданно Короед, которого из-за слов Балы тоже терзают сомнения, даёт отпор Навознику, и тот в ярости бросается на него, собираясь скинуть в проём. Зед в последний момент отталкивает Короеда и вместе с Навозником летит вниз. Навозник разбивается насмерть о корень, а Зед падает в воду, но Короеду удаётся спасти его.
Всех рабочих вместе с Королевой вытаскивают на поверхность. В эпилоге Зед рассказывает, что они с Балой поженились и перестроили колонию — отныне каждый муравей в ней ценен и является индивидуумом.

## Производство
Работа над мультфильмом началась в мае 1996 года. Это был первый опыт компании «DreamWorks» в производстве анимационного фильма при помощи компьютерной графики. В создании образа главного героя студии помогал Вуди Аллен, приглашённый в качестве актёра озвучивания. В частности, Вуди Аллен вносил правки в сценарий и изменял монологи персонажа, адаптируя их под свою комическую манеру. Над озвучкой мультфильма работали и другие известные актёры, среди которых особенно выделился Кристофер Уокен, настолько впечатлявший создателей мультфильма, что роль его персонажа, Короеда, решили значительно расширить.
Создание мультфильма проходило на фоне жёсткой конкуренции «DreamWorks» со студией «Walt Disney», которая в 1995 году вместе с компанией «Pixar» выпустила первый компьютерный кинохит «История игрушек». Почти одновременно «Walt Disney» анонсировала свой будущий мультфильм «Приключения Флика», также посвящённый жизни насекомых с муравьём в главной роли. Между студиями разразился конфликт, который обострился, когда сотрудники «Walt Disney» не откликнулись на просьбу DreamWorks обсудить даты выхода похожих мультфильмов в прокат. В итоге «DreamWorks» перенесли премьеру мультфильма «Муравей Антц» с марта 1999 года на октябрь 1998 года, и оба проекта конкурировали уже в залах кинотеатров.

## Роли озвучивали
| Актёр              | Роль                                      |
| ------------------ | ----------------------------------------- |
| Вуди Аллен         | Z-4195 или Зед                            |
| Сильвестр Сталлоне | Уивер лучший друг Зеда                    |
| Шерон Стоун        | принцесса Бала                            |
| Джин Хэкмен        | генерал Навозник                          |
| Энн Бэнкрофт       | Королева-матка                            |
| Дэнни Гловер       | сержант Барбатус                          |
| Дэн Эйкройд        | оса Чип муж Маффи                         |
| Джейн Куртин       | оса Маффи жена Чипа                       |
| Дженнифер Лопес    | Ацтека подруга Зеда и возлюбленная Уивера |
| Кристофер Уокен    | полковник Короед                          |
| Джон Махони        | Гребс пьяный комар                        |
| Пол Мазурски       | психоаналитик Зеда                        |
| Грант Шод          | предводитель                              |

## Музыка
- Guantanamera — песня, под которую танцуют муравьи в баре.
- Песня, которую распевают участники митинга в поддержку Зеда — «Give Peace a Chance» Джона Леннона в исполнении Йоко Оно.

## Влияние
По мотивам мультфильма были созданы следующие игры:
- Antz и Antz Racing — игры для Game Boy Color
- Antz Extreme Racing — компьютерная игра.

## Отменённое продолжение
На момент выхода «Муравья Антца» (Antz) в DreamWorks разрабатывалось прямое продолжение. Как и первый фильм, его планировалось выпустить Pacific Data Images, а также рассматривался вариант театрального релиза. К началу 1999 года, когда DreamWorks закрыла свое подразделение телевизионной анимации и объединила подразделение прямой видеотрансляции с подразделением художественной анимации, продолжение всё ещё планировалось, но в конечном итоге проект был отменён.